# سلطنة الواحدي في حبان
سلطنة الواحدي في حبان هي إحدى الولايات في السلطنة الواحدية العاصمة الأولى للسلطنة . آخر حكامها حسين بن عبد الله الواحدي وهي الجزء الغربي من أرض حضرموت حيث ألغيت السلطنة عام 1967 عند تأسيس جمهورية اليمن الديمقراطية الشعبية التي هي الآن جزء من الجمهورية اليمنية.
ولكن السلطنة دخلت في حرب مع إحدى القبائل التابعة لها وهي قبيلة سعد وانتهت الحرب مع قبيلة سعد في حبان بطرد السلاطين من مدينة حبان وقتل اغلب عائلة السلطان الا قلة قليل استطاعت النجاة والهرب من حبان إلى مدينة عزان 